# Nick Jefferies
Nick Jefferies   (Bradford, 1 de juny de 1952) és un antic pilot de motociclisme anglès que va destacar en competicions de trial i velocitat entre les dècades del 1970 i 1990. Tal com havia fet durant els anys 40 el seu pare, Allan Jefferies, Nick va compaginar amb èxit ambdues disciplines al llarg de la seva carrera. Pilot polifacètic, va practicar també l'enduro i va arribar a obtenir una medalla d'argent als ISDT de 1974, celebrats a Camerino (Itàlia), on va competir amb una Jawa 360.
Pel que fa al trial, durant la dècada del 1970 en fou un dels pilots anglesos més prometedors, per bé que mai no hi va aconseguir cap èxit internacional. A partir del 1973 va ser el primer britànic a competir amb la Yamaha TY després de Mick Andrews, tot i que Jefferies ho feia amb una unitat de sèrie mentre que Andrews pilotava un model de fàbrica molt millorat. El 1975, Sammy Miller el fitxà per a l'equip oficial d'Honda que dirigia al Regne Unit i la temporada següent, 1976, aconseguí amb la moto de quatre temps la sisena posició final al Trial de Gran Bretanya, disputat a Buckfastleigh el 13 de març, i la victòria als Dos Dies de l'Illa de Man. La temporada següent, 1977, disputà tot el Campionat del Món al costat de Rob Shepherd, el principal pilot de la marca aquell any.
La temporada de 1978 el fitxà CCM com a pilot de proves per a desenvolupar el nou prototip de 400 cc de quatre temps de la marca, la CCM 350T. Al llarg de la seva carrera com a pilot de trial, Nick Jefferies va competir amb altres marques: Triumph, Montesa, Bultaco i Moto Gori.
Nick Jefferies va córrer també amb èxit al TT de l'Illa de Man durant anys. Va aconseguir-hi un total d'11 podis, un d'ells la victòria a la cursa de la classe F1 el 1993, amb 87 curses disputades a l'illa fins al 2014.

## La família Jefferies
Nick Jefferies forma part d'una nissaga de motociclistes de West Yorkshire molt coneguda. El seu avi, Joseph Jefferies, va ser un pioner del motociclisme que fundà un taller a Shipley el 1901, el Ross Motor and Cycle Company. L'establiment, rebatejat com a Allan Jefferies Motorcycles en honor del seu primer fill, ha anat passant de pares a fills fins a l'actualitat, en què el dirigeix la besnéta de Joseph, Louise.
El pare de Nick, Allan Jefferies (1905-1978), va destacar en competicions de trial i velocitat durant les dècades del 1930 i 1940. El seu germà Tony (1948-2021) va ser un gran especialista en curses TT, com també ho fou el fill d'aquest -i per tant, nebot de Nick- David Jefferies (1972-2003), tristament mort en un accident mentre s'entrenava al TT de l'Illa de Man el 2003.

## Palmarès
- 1 victòria als Dos Dies de Trial de Man (1976)
- 1 medalla d'argent als ISDT (1974)